# Hasel (Werra)
Die Hasel ist ein über den nominellen Quellarm 26,4 km, über die Lauter 32,5 km und über die Schwarza nebst Schönau sogar 38,1 km langer rechter Zufluss der Werra aus dem Thüringer Wald in Südthüringen.

## Name
Der Fluss wird im Jahr 824 als Hasalaha erstmals schriftlich genannt. Der Name ist ein Kompositum mit dem Hydronym -aha für 'Fließgewässer' und dem althochdeutschen Wort hasal für 'Haselstrauch, -nuss, -gebüsch'.

## Geografie

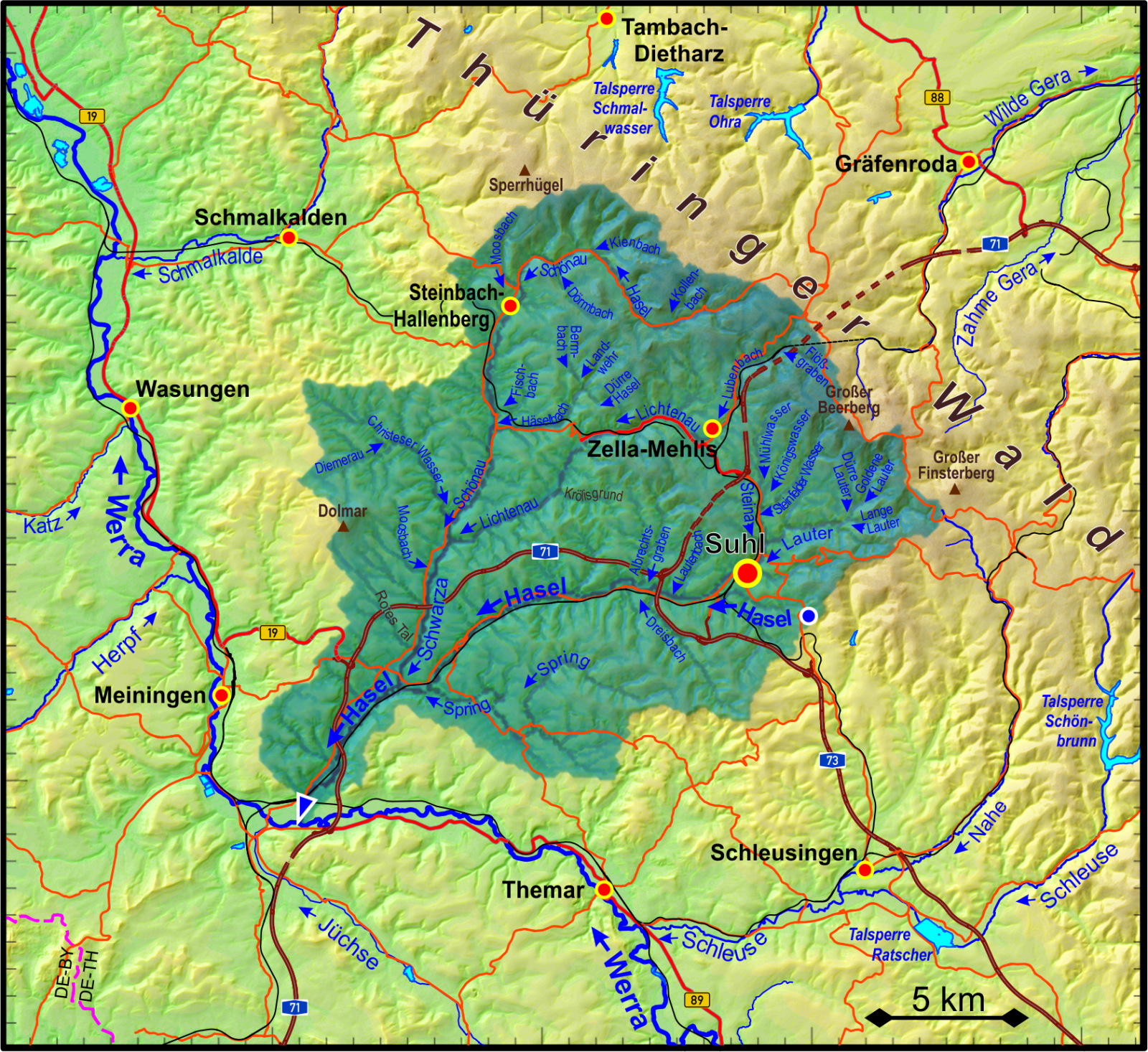
Einzugsgebiet der Hasel

### Verlauf
Die Hasel entspringt in Suhl unterhalb des Friedberges. Bereits in Suhl münden schon einige Nebenflüsse in die Hasel. Sie wird von der Talbrücke Haseltal überspannt. Nach wenigen Kilometern fließen dann der Steinbach und die Lauter in die Hasel. Die Hasel fließt dann weiter durch das Haseltal. Nach Verschmutzung durch Industrieabwässer in den vergangenen Jahrzehnten ist der Fluss mittlerweile wieder sehr sauber. Bei Ellingshausen sollte in den 1980er Jahren eine Talsperre gebaut werden, aber man stellte das Projekt ein. Nach 26,4 km mündet die Hasel bei Einhausen in die Werra.

### Nebenflüsse
Das Flusssystem der Hasel legt sich fächerförmig um den südwestlichen Thüringer Wald. Dabei wird das Mittelgebirge markant durch die Flussarme in einzelne Bergrücken aufgeteilt.
Nachfolgend findet sich eine im Uhrzeigersinn von Westen nach Osten geordnete Aufstellung, die auch Zuflüsse höherer Ordnung berücksichtigt. Für eine Ordnung in Fließrichtung der Hasel ist die Tabelle nach den Fließgewässerkennziffern (DGKZ) zu ordnen.
| Name                     | Vorfluter (Zufluss- seite) | Länge [km] | Einzugs- gebiet [km²] | EZG/ Vorfluter [km²] | Mündungs- höhe [m. ü. NN] | Mündungs- ort (bei)      | DGKZ    |
| ------------------------ | -------------------------- | ---------- | --------------------- | -------------------- | ------------------------- | ------------------------ | ------- |
| Christeser Wasser        | Schwarza (r)               | 8,5        | 23,8                  | 76,3                 | 358                       | Schwarza                 | 4128-6  |
| Schwarza                 | Hasel (r)                  | 30,0       | 173,3                 | 139,0                | 322                       | Rohr                     | 412-8   |
| Häselbach                | Schwarza (l)               | 6,4        | 13,1                  | 55,0                 | 384                       | Viernau                  | 4128-4  |
| Lichtenau                | Schwarza (l)               | 20,7       | 49,4                  | 102,0                | 353                       | Schwarza                 | 4128-8  |
| Albrechtser Wasser       | Hasel (r)                  | 5,6        | 10,5                  | 68,4                 | 384                       | Suhl-Heinrichs/Mäbendorf | 412-4   |
| Mühlwasser               | Lauter (r)                 | 7,0        | 17,0                  | 18,1                 | 447                       | Suhl-Goldlauter          | 4122-8  |
| Steinsfelder Wasser      | Mühlwasser (l)             | 4,9        |                       |                      | 494                       | Suhl                     | 41228-? |
| Dürre Lauter             | Lauter (r)                 | 2,1        | 5,6                   | 3,9                  | 563                       | Suhl-Goldlauter          | 4122-2  |
| Lauter                   | Hasel (r)                  | 10,5       | 41,5                  | 12,1                 | 412                       | Suhl-Heinrichs           | 412-2   |
| Lange Lauter             | Lauter (l)                 | 3,4        |                       |                      | 544                       | Suhl-Goldlauter          | 4122-4  |
| Rimbach                  | Lauter (l)                 | 4,9        |                       |                      | 530                       | Suhl                     | 4122-?  |
| Hasel                    | Werra (r)                  | 26,4       | 330,9                 | 653,6                | 295                       | Einhausen                | 41-2    |
| Bach aus Suhler Neundorf | Hasel (l)                  | 2,8        | 5,1                   | 3,4                  | 428                       | Suhl                     | 412-12  |
| Dreisbach                | Hasel (l)                  | 5,4        | 9,0                   | 59,0                 | 390                       | Suhl-Heinrichs           | 412-32  |
| Spring                   | Hasel (l)                  | 10,1       | 31,4                  | 137,9                | 328                       | Dillstädt                | 412-6   |

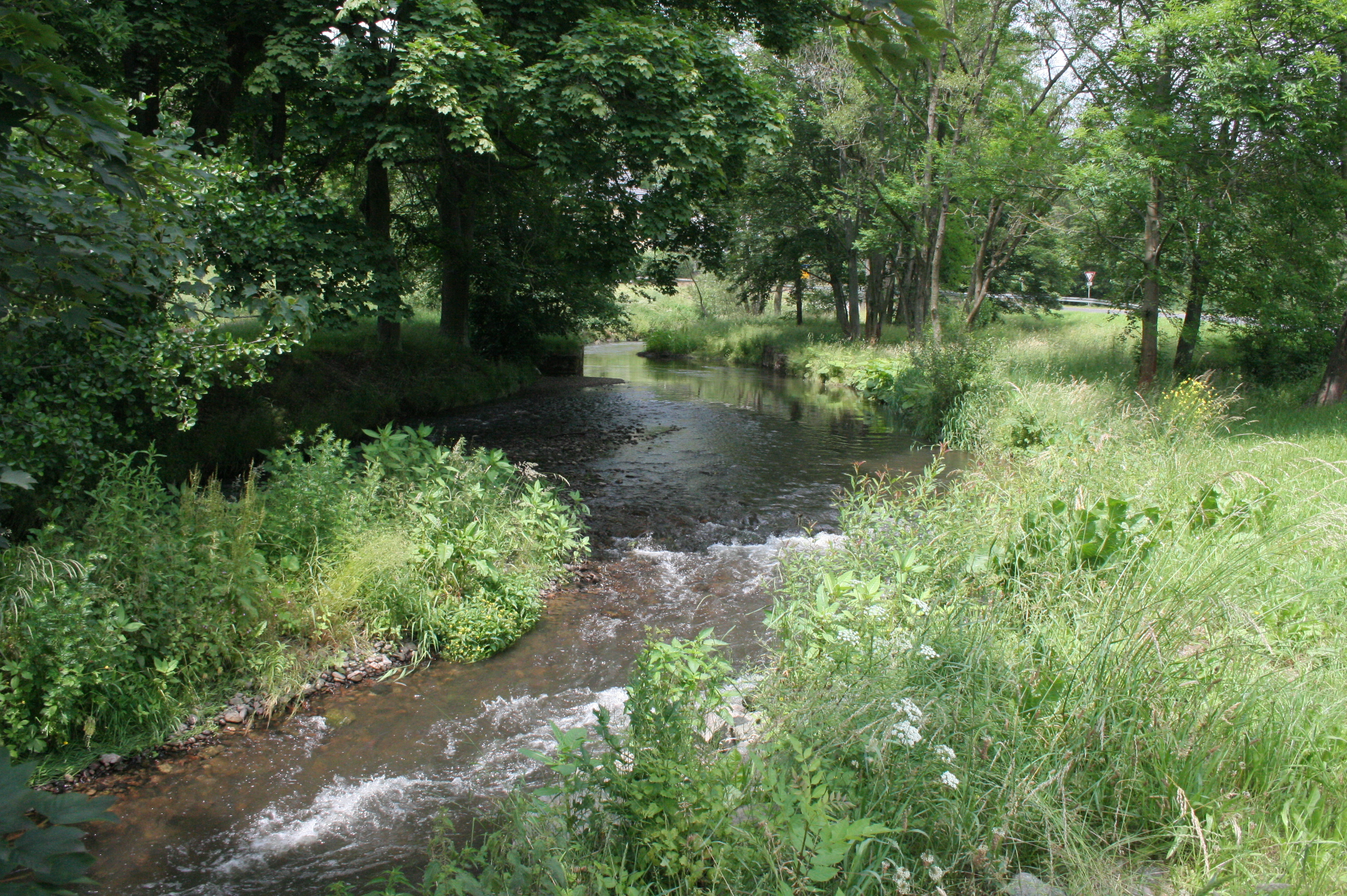
Die Hasel in Dillstädt

Zur Hochzeit mit der Werra trägt die Hasel mehr als ein Drittel des Wassers bei; etwa die gleiche Menge war zuvor aus dem Fächer der Schleuse der Werra zugeflossen, der sich unmittelbar südöstlich dem der Hasel anschließt. Dieses belegt die Dominanz der beiden Flusssysteme innerhalb der unteren Werra.

### Zur Hauptflussfrage
Von den insgesamt 4,65 m³/s, die die Hasel an Wasser fördert, kommen allein 2,35 vom System der Schwarza, deren Einzugsgebiet bis zur Mündung auch größer ist als das der Hasel bis dorthin. Auch ist die Hasel über die Schwarza mit 38,1 km gegenüber 26,4 km deutlich länger.
Innerhalb der Oberen Hasel ist der offizielle Quellarm eigentlich ein Nebenfluss der Lauter (Abfluss: 0,895 m³/s, Länge der Hasel über die Lauter 32,5 km), die wiederum aus dem gleichberechtigten Zusammenfluss von Lauter und Mühlwasser entstanden ist (vgl. obige Tabelle).